# Tumbita
Tumbita és una sèrie de còmic d'humor pràcticament mudes protagonitzades per l'esquelet homònim, desenvolupada per Antonio Vila López (Tunet Vila) des dels anys cinquanta als vuitanta del segle xx.

## Trajectòria
Tunet Vila va crear la sèrie a principis dels anys cinquanta mentre treballava a Seleccions Il·lustrades de Josep Toutain per a la seva distribució en el mercat internacional. Cap de les seves dues-centes tires va veure llavors la llum, però el personatge va ser venut als Estats Units, on va rebre el nom de Mortimer i va comptar amb guions d'Abel Julian i dibuixos de Roger Raymond (nebot d'Alex).
A partir de 1970, les tires originals creades vint anys abans per Tunet Vila van ser comprades per Ediciones Vértice per il·lustrar els reversos de les portades i les contraportades de les seves traduccions dels còmics de Marvel. Poc després, Tunet Vila va començar a treballar directament per a aquesta editorial com rotulista i aportant noves tires de Tumbita.
Des de llavors se n'han publicat un parell de recopilacions del personatge:
- 1993 Tumbita (El Boletín: Los Archivos núm. 1);[1]
- 2004 Lo mejor de Tumbita. El alegre vividor que hace el muerto con humor (Non Stop! Comics: Colección No Lo Pillo núm. 1).